# Devil Doll
Devil Doll är en experimentell musikgrupp, bildad 1987, som leds av italienaren Mr. Doctor, en man med mycket karakteristisk sångröst. Från början fanns två uppsättningar musiker, en i Ljubljana i dåvarande Jugoslavien (nuvarande Slovenien), och en i Venedig, Italien. 
Devil Dolls musik innehåller influenser från rock, goth, folkmusik, kyrkomusik, m.m., vilket gör att det är svårt att placera in bandet i en genre. De bygger ofta upp en skräckfilmsliknande spänning i sin musik. De flesta av deras skivor består bara av en enda låt, som är lång och indelad i olika partier.

## Historia
Devil Dolls första alster var The Mark of the Beast som spelades in i Tivoli Studios i Ljubljana under 1987. Bland ljudteknikerna fanns Jurij Toni, som skulle arbeta med bandet de följande tio åren. The Mark of the Beast pressades i februari 1988, i endast ett exemplar. Mr. Doctor målade själv omslaget och har albumet i sitt hem. Det finns inga andra exemplar. Dock sägs vissa delar av verket finnas med i andra av Devil Dolls album.
Senare samma år påbörjdes arbetet med en andra komposiotion. Detta verk, med titeln The Girl Who Was... Death, var inspirerat av den brittiska TV-serien The Prisoner från 1967. 1989 pressades 500 exemplar av albumet, av vilka bara 150 gavs ut. Dessa distribuerades ut i publiken på det andra framförandet av kompositionen (det första inträffade innan albumet pressades), vart och ett med en unik inlay av Mr. Doctor. Vissa av dessa sägs ha varit skrivna med hans eget blod. De övriga 350 exemplaren förstördes av Mr. Doctor.  
1989 påbörjade Mr. Doctor arbeta på tre olika verk: The Black Holes of My Mind, Eliogabalus - inspirerad av Antonin Artauds verk Heliogabalus : Or, The Crowned Anarchist - and Mr. Doctor Sings Hanns Eisler som var en tolkning av den tyska kompositören Hanns Eislers verk. Mr. Doctor sings Hanns Eisler gavs aldrig ut, och de två förra kompositionerna fick klippas ner för att få plats på en vinylskiva på grund av budgetskäl. Skivan fick heta Eliogabalus, och den förkortade versionen av The Black Holes of My Mind fick det nya namnet Mr. Doctor. Skivan gavs ut 1990 i tre olika pressningar, en på vinyl i 50 exemplar, en på vinyl i 900 exemplar och en på CD i 900 exemplar.
1991, efter Sovjetunionens fall och Sloveniens självständighet, slogs de två uppsättningarna musiker ihop till en, och i december gick denna line-up in i Tivoli Studios för att spela in Sacrilegium. Sacrilegium gavs ut i maj 1992. Den gavs bara ut på CD, men Devil Dolls fanclub gav ut 900 numrerade vinylexemplar med inlays designade av Mr. Doctor och Adriana Marac.
I januari påföljande år utgavs The Sacrilege of Fatal Arms, soundtracket till en film av Mr. Doctor. De 900 exemplaren sålde slut på 72 timmar. I mars slutade trummisen Roberto Dani i bandet, och ersattes av Roman Ratej från Slovenien.
I juli 1993 gick Devil Doll än en gång in i Tivoli Studios för att spela in The Day of Wrath - Dies Irae. Under en mixningssession började studion att brinna. Både Jurij Toni och Mr. Doctor lyckades komma ut, men Toni fick ligga på sjukhus i flera dagar. Mr. Doctor vägrade spela in albumet på nytt, och rykten om en splittring började cirkulera. 20 exemplar av en bok som innehöll noter till The Day of Wrath - Dies Irae samt ett kassettband med den omixade inspelningen gavs dock ut.
I slutet av 1994 gick Mr. Doctor slutligen med på att spela in Dies Irae på nytt. Inspelningen började i januari 1995 i Akademik Studios. Devil Doll uppbackades av Sloveniens Filharmoniska Orkester, i vilken Devil Doll-medlemmen Sasha Olenjuk var ledare och första violinist. Senare anlitades den kroatiska sopranen Norina Radovan för att sjunga en duett med Mr. Doctor på albumet. Inspelningen gavs ut i februari 1996, och är den enda Devil Doll-kompositionen som består av flera spår. (På Eliogabalus-skivan finns två spår, men dessa är två olika komposiotioner och skulle egentligen ha getts ut på två separata album.)
Ett sista album, The Day of Wrath, som var soundtrack till Mr. Doctors andra film med samma namn, var planerat att ges ut 1997, men släpptes aldrig.
Trots att Devil Doll aldrig officiellt splittrats har inget getts ut sedan Dies Irae 1996. 2004 startade en person på fancluben en mailaktion för att få Mr. Doctor och Devil Doll att producera mer material. Breven trycktes i en bok som fick namnet A Thousand Letters to Mr. Doctor (svenska: "Tusen brev till Mr. Doctor"). Mr. Doctor svarade 2005 genom att skicka personen som startat det hela en gåva: Mr. Doctors eget, personliga exemplar av Sacrilegium (nummer 1), i en läderbox med handgjorda tillbehör.

## Diskografi
- 1987 - Mark Of The Beast (Endast ett exemplar gjordes.)
- 1989 - The Girl Who Was... Death
- 1990 - Eliogabalus
- 1992 - Sacrilegium
- 1993 - The Sacrilege of Fatal Arms
- 1996 - Dies Irae